# Chamaeleo dilepis
Chamaeleo dilepis är en ödleart som beskrevs av  Leach 1819. Chamaeleo dilepis ingår i släktet Chamaeleo och familjen kameleonter. IUCN kategoriserar arten globalt som livskraftig.

## Underarter
Arten delas in i följande underarter:
- C. d. dilepis
- C. d. idjwiensis
- C. d. isabellinus
- C. d. martensi
- C. d. petersii